# Port lotniczy Ndola
Port lotniczy Ndola (IATA: NLA, ICAO: FLND) – międzynarodowy port lotniczy położony w Ndoli, w Zambii.

## Linie lotnicze i połączenia
| Linia Lotnicza     | Kierunek                                      |
| ------------------ | --------------------------------------------- |
| Airlink            | 1. Johannesburg                               |
| Air Tanzania       | 1. Dar es Salaam                              |
| Ethiopian Airlines | 1. Addis Abeba                                |
| Kenya Airways      | 1. Nairobi                                    |
| Proflight Zambia   | 1. Johannesburg 2. Lusaka 3. Mansa 4. Solwezi |
| Zambia Airways     | 1. Lusaka                                     |